# Julische Alpen

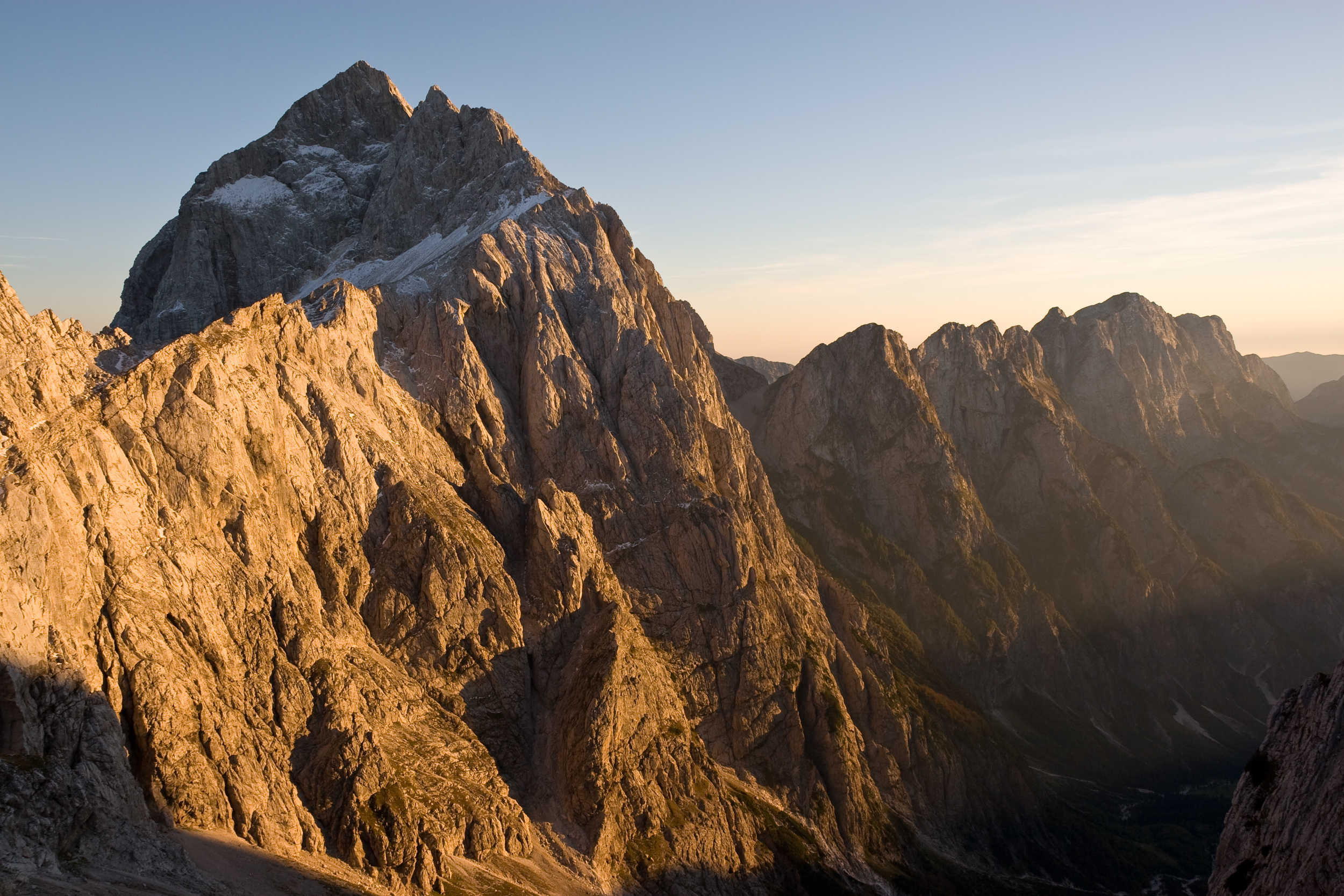
De noordkant van de Jalovec

De Julische Alpen (Sloveens: Julijske Alpe, Italiaans: Alpi Giulie) vormen een bergmassief in de Zuidelijke Kalkalpen. Het bergmassief ligt in Slovenië en Italië en kan worden gescheiden in een westelijk en een oostelijk deel, waarbij de grens verloopt over de Predilpas, het dal van de Koritnica en het dal van de Soča (Italiaans: Isonzo). De hoogste berg is de Triglav met 2864 meter, die omgeven wordt door het Triglav Nationaal Park.
De Julische Alpen maken deel uit van de Zuidelijke Kalkalpen. De grens en laagste pasovergang tussen de Julische Alpen en de rest van de Alpen (o.a. de Karnische Alpen) ligt bij de Camporossopas in het Val Canale. De Julische Alpen worden van de Kamnische Alpen gescheiden door de Sava-rivier.

## Geschiedenis
De naam is ontleend aan Julius Caesar, die in dit gebied een provincie stichtte met de hoofdstad Cividale del Friuli. De Julische Alpen vormden lange tijd de taalgrens tussen enerzijds het Friulisch en Italiaans, anderzijds het Sloveens. Doordat deze gebieden lange tijd onderdeel vormden van Oostenrijk-Hongarije vestigden zich er Duitstaligen, met name rond Tarvisio en Pontebba in Val Canale en in Gorizia. Italië verkreeg een deel van de Julische Alpen door toewijzing van Friuli in 1866.
Tijdens de Eerste Wereldoorlog bevond het front zich langs de Soča, waaraan nog steeds vele uitgehouwen loopgraven, stellingen en bunkers herinneren. In 1918 werd het grootste deel van de Julische Alpen door Italië ingelijfd. Na de Tweede Wereldoorlog werd het oostelijke deel aan Joegoslavië toegekend, wat later Slovenië zou worden.

## Toppen in de Julische Alpen
- Triglav (2864 m)
- Jôf di Montasio/Montaž (2755 m)
- Montasch (2754 m)
- Škrlatica (2740 m)
- Mangart (2677 m)
- Jôf Fuart (2666 m)
- Jalovec (2645 m)
- Razor (2602 m)
- Kanin (2587 m)
- Kanjavec (2568 m)
- Prisojnik (2547 m)
- Špik (2472 m)
- Kleine Mojstrovka (2332 m)
- Strug (2265 m)
- Tošc (2275 m)
- Krn (2244 m)

## Economie
Het gehele Julische Alpengebied geldt als economisch zwak ontwikkeld. Mede door het nauwelijks uitgebouwde transportnetwerk ontbreekt het aan grootschalige industrie, terwijl de landbouw zich voornamelijk op extensieve veeteelt en bosbouw richt. De bevolking leeft in toenemende mate van zowel zomer- als wintertoerisme, met name in Val Canale (Tarvisio), het dal van de Soča (Bovec en Kobarid) en rond de Triglav (Kranjska Gora, Bled en Bohinj).

## Plaatsen
Enkele belangrijke plaatsen zijn Kranjska Gora, Bovec, Bled, Bohinj, Kobarid en Tolmin.

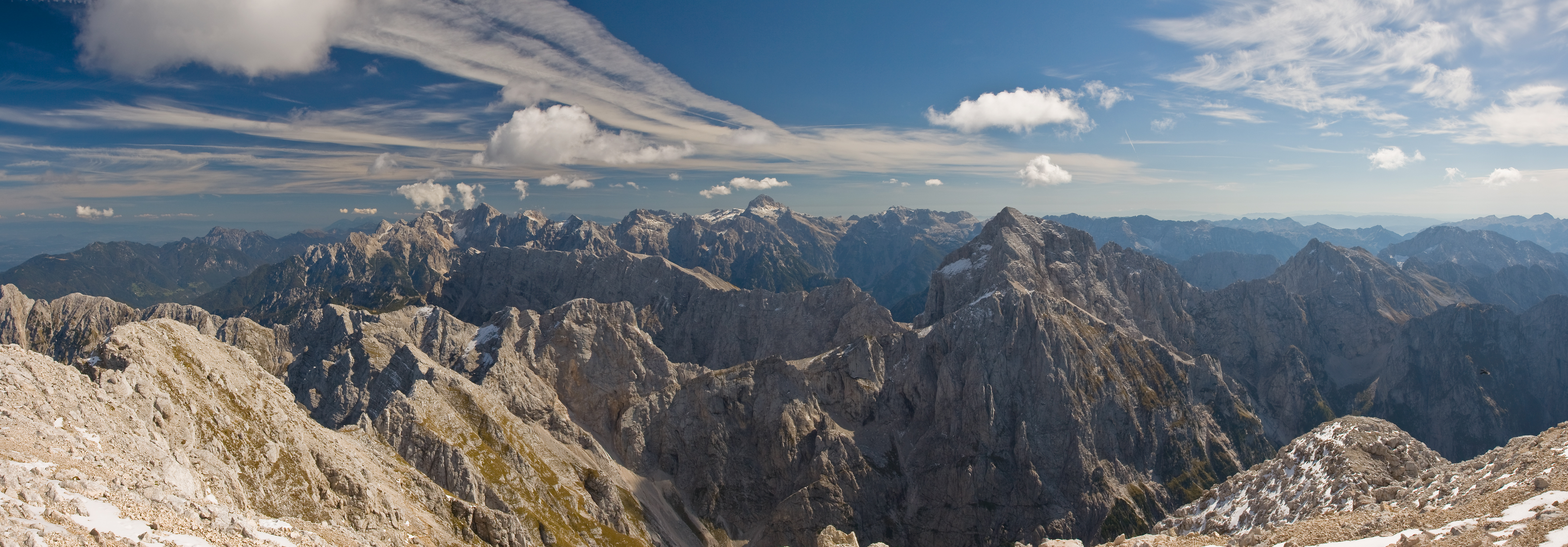
Gezicht vanaf de Mangart. Precies in het midden aan de horizon ligt de Triglav